# گای کاوازاکی
گای کاوازاکی (انگلیسی: Guy Kawasaki؛ زادهٔ ۳۰ اوت ۱۹۵۴) یک کارآفرین، و بازرگان اهل ایالات متحده آمریکا است.
گای تیکو کاوازاکی یک متخصص بازاریابی آمریکایی، نویسنده، سرمایه‌دار و سرمایه‌گذار دره سیلیکون است. او یکی از کارکنان اپل بود که در ابتدا مسئولیت بازاریابی خط کامپیوتر کامپیوتری Macintosh را در سال ۱۹۸۴ داشت. او واژه یونانی را در بازاریابی مکینتاش و مفاهیم بازاریابی یونانی و تبار تکنولوژی تبلیغ کرد.
از مارس ۲۰۱۵ تا دسامبر ۲۰۱۶، کاوازاکی در هیئت امنا ویکی‌مدیا، نهاد عملیاتی غیرانتفاعی ویکی‌پدیا نشسته‌است.
کاوازاکی همچنین تعدادی از کتاب‌هایی از جمله "هنر رسانه‌های اجتماعی" (۲۰۱۴) و "پایگاه داده ۱۰۱" (۱۹۹۱) را تهیه کرده‌است.

## زندگی‌نامه
گای کاوازاکی در هونولولو، هاوایی به دوک تاکشی کاوازاکی (دسامبر ۲۰۱۵) و آیکو کاوازاکی متولد شد. خانواده اش در یک قسمت سخت از هونولولو به نام دره کالیی زندگی می‌کردند. پدر او، دوک یک بار به عنوان یک آتش‌نشان، کارگزار املاک و مستغلات، سناتور ایالتی و مقام دولتی مشغول به کار شد، در حالی که مادرش یک زن خانه‌دار بود. او در «مدرسه یولان» حضور یافت و در سال ۱۹۷۲ فارغ‌التحصیل شد.
کاوازاکی از دانشگاه استنفورد در سال ۱۹۷۶ با مدرک لیسانس هنر در رشته روانشناسی فارغ‌التحصیل شد. سپس او در مدرسه حقوق در UC Davis حضور داشت، اما پس از حدود یک هفته از کلاس، وقتی متوجه شد که از مدرسه حقوقش متنفر بود، ترک کرد. در سال ۱۹۷۷ او در مدرسه مدیریت UCLA اندرسون ثبت نام کرد و در آنجا مدرک MBA را کسب کرد. در حالی که Kawasaki در آنجا حضور داشت، در شرکت جواهری Nova Stylings کار می‌کرد. کاوازاکی مشاهده کرد، «کسب و کار طلا و جواهر یک کسب و کار بسیار دشوار است، سخت تر از کسب و کار کامپیوتر … من یک درس بسیار ارزشمند آموخته‌است: چگونه به فروش».

## زندگی کاری

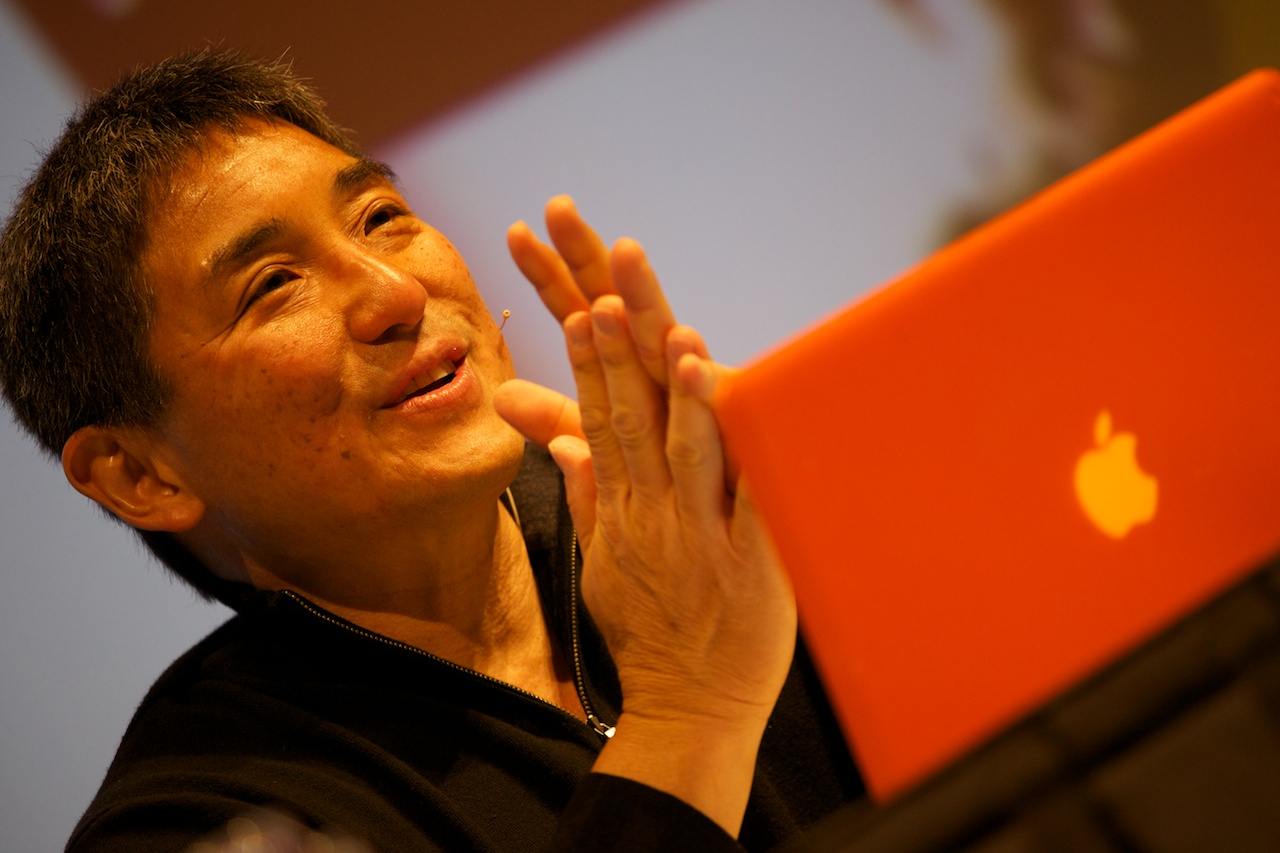
مرتبط

در سال ۱۹۸۳، کاوازاکی از طریق هم اتاشی Stanford خود، مایک بوچ، در اپل کار کرد. او چهار سال است که به عنوان اهداف اصلی اپل شناخته شده‌است. کاوازاکی در یک مصاحبه پادکست ۲۰۰۶ در وب سایت Venture Voice، گفت: «آنچه من را ترک کرد، اساساً من شروع به گوش دادن به سر و صدا خودم کردم، و من می‌خواستم یک شرکت نرم‌افزاری را شروع کنم و واقعاً پول‌های زیادی را ایجاد کنم.» ۱۹۸۷ او به استخدام ACIUS، شرکت فرعی آمریکا ACI مبتنی بر فرانسه، که سیستم نرم‌افزاری پایگاه داده اپل را به نام 4th Dimension منتشر کرد، استخدام شد.
کاوازاکی ACIUS را در سال ۱۹۸۹ ترک کرد تا کار نوشتن و صحبت کردن خود را ادامه دهد. در اوایل دهه ۱۹۹۰ او ستون‌هایی را که در مجلات Forbes و MacUser برجسته بودند نوشت. او همچنین شرکت دیگری Fog City Software را تأسیس کرد که ایمیلer را ایجاد کرد، یک سرویس ایمیل که به Claris فروخته شد. مجموعه ای از ابزارهای نرم‌افزاری که تحت عنوان Utilities for Macintosh (GUM) گای است که پس از گای کاوازاکی نامگذاری شد، توسط نرم‌افزار After Hours در اوایل دهه ۱۹۹۰ منتشر شد. نسخه GUM برای سیستم‌های PowerBook توسط Gordon Eubanks به دست آمد و متعاقباً توسط سیمانتک به عنوان Norton Essentials برای PowerBook معرفی شد.
او در سال ۱۹۹۵ به اپل به عنوان یک عضو اپل بازگشت. در سال ۱۹۹۸، او یکی از بنیانگذاران شرکت Garage Technology Ventures، یک شرکت سرمایه‌گذاری است که سرمایه‌گذاری در رادیو پاندورا، Tripwire, The Motley Fool و DLight Design را انجام داده‌است. در سال ۲۰۰۷، او Truemors، یک کارخانه شایعه جریان آزاد، که به NowPublic فروخته شد، تأسیس کرد. او همچنین بنیانگذار Alltop، یک قفسه مجلات آنلاین است.
در ماه مارس ۲۰۱۳، کاوازاکی اعلام کرد که به عنوان مشاور موتورولا به گوگل می‌پیوندد. نقش او ایجاد یک انجمن تلفن همراه تلفن همراه بود.
در ماه آوریل ۲۰۱۴، کاوازاکی به عنوان اهداف اصلی کانوا تبدیل شد. این یک وبسایت طراحی گرافیک رایگان برای طراحان و همچنین متخصصان است که در سال ۲۰۱۲ تأسیس شده‌است.
در تاریخ ۲۴ مارس ۲۰۱۵، بنیاد ویکی‌مدیا اعلام کرد کاوازاکی به هیئت امناء بنیاد برمیگردد. او در پایان ماه دسامبر ۲۰۱۶ ایستاد.
در ۲۵ آوریل ۲۰۱۷ ویکتوریوبون جدید جیمی ویلز به عنوان مشاور او را ذکر کرد.